# Journal of Micropalaeontology
Journal of Micropalaeontology is een internationaal, aan collegiale toetsing onderworpen wetenschappelijk tijdschrift op het gebied van de paleontologie. De naam wordt in literatuurverwijzingen meestal afgekort tot J. Micropalaeontol. Het wordt uitgegeven door de Britse Geological Society en verschijnt 2 keer per jaar.